# Пола Прентісс
Пола Прентіс Бенджамін (англ. Paula Prentiss Benjamin; нар. 4 березня 1938) — американська акторка.
Пола Рагуза народилася у Сан-Антоніо, штат Техас. У неї була молодша сестра, Енн Прентісс (1939—2010), яка також була акторкою. Вона здобула освіту в Північно-Західному університеті, де зустріла Річарда Бенджаміна, з яким у 1961 році одружилася. У той же період вона підписала договір зі студією Metro-Goldwyn-Mayer на зйомки у фільмах. У 1974 народила сина Росса, в 1978 дочку Прентіс.

## Кар'єра
Пола Прентіс досягла успіху як комедійна акторка завдяки ролям у фільмах початку 1960-х «Там, де хлопці», «Машина медового місяця[en]», «Холостяк у раю» та «Лейтенант на горизонті». Після її кар'єра пішла угору, і великі голлівудські студії пропонували їй участь у своїх фільмах. Вона знялася з Роком Гадсоном у фільмі 1964 року «Улюблений спорт чоловіків», а потім у таких фільмах, як «Світ Генрі Орієнта», «Що нового, кицюню?», «Виверт-22», «Останній з живих», « небезпеки», «Переїзд», «Змова „Паралакс“».
Прентіс виконала головну роль у комедійному серіалі «Він і вона» (1967—1968). Хоча шоу не мало високих рейтингів, воно було улюблене критикою, а акторка отримала номінацію на премію «Еммі» за найкращу жіночу роль у комедійному телесеріалі 1968 року. Після закриття серіалу вона повернулася до кіно. Виконала одну з головних ролей у фільмі «Степфордські дружини».
На початку 1980-х Пола Прентіс пішла з екранів, протягом наступних років з'являєшся лише з епізодичними ролями. У 2016 році вона виконала головну роль у фільмі жахів «Я краса, що живе в будинку», де знялася на настійну вимогу друга сім'ї, режисера Оза Перкінса.

## Вибрана фільмографія
- 1964 — Улюблений спорт чоловіків?
- 1965 — Що нового, кицюню?